# Casa în care a locuit Ștefan Neaga în 1945-1951
Casa în care a locuit compozitorul Ștefan Neaga este un monument istoric și de arhitectură de însemnătate națională din orașul Chișinău, inclus în Registrul monumentelor ocrotite de stat din Republica Moldova. De asemenea, a fost înscris în Registrul monumentelor de istorie și cultură al municipiului Chișinău, elaborat de Academia de Științe.

## Istoric și arhitectură
Casa a fost construită în perioada interbelică și era situată în adâncul unei curți, fiind alipită de gardul care despărțea proprietatea imobiliară de o străduță laterală, care pornea din strada A. Mateevici. Edificiul se remarca prin aspectul său rustic și dimensiunile mărite, prezentând o compoziție asimetrică, cu patru axe: trei ferestre și o ușă. Ferestrele erau largi și fără ancadramente, iar intrarea se realiza printr-un rezalit plat, lipsit de detalii arhitectonice. Acoperișul casei avea o formă de patru ape, fiind alungit pe rezalitul intrării.

## Locuința lui Ștefan Neaga
Între anii 1945 și 1951, compozitorul Ștefan Neaga a locuit în această casă. Pe peretele casei a fost instalată o placă comemorativă.